# Apanteles decorus
Apanteles decorus är en stekelart som först beskrevs av Alexander Henry Haliday 1834.  Apanteles decorus ingår i släktet Apanteles och familjen bracksteklar. Arten är reproducerande i Sverige. Inga underarter finns listade i Catalogue of Life.